# Споменик Тарасу Шевченку (Луганск)
Споменик Тарасу Шевченку (укр. Пам'ятник Тарасу Шевченку) је споменик у Луганску подигнут у част украјинског песника, прозног писца, уметника и етнофрафа Тараса Григоровича Шевченка.

## Опште информације
Споменик Тарасу Шевченку на Тргу хероја Великог отаџбинског рата свечано је отворен 22. маја 1998. године, у време Дана Међународног књижевно-уметничког фестивала, названог по овом песнику. Статуа названа је народном, јер је цела држава, Светска фондација Тараса Шевченка и  Светски конгрес Украјинаца прикупљала средства за њено стварање.
Споменик је креирао нaродни уметник Украјине, почасни грађанин Луганска Иван Михајлович Чумак у сарадњи са архитектима А. Довгополовим и В. Ехитомирским. Бронзана скулптура изливена је у Кијевском уметничко-индустријском комбинату. На мермерном постољу стоји скулптура Тараса Шевченка од 5,5 метара, тешка 5 тона. У Луганску је, према плану вајара, овековечен 45-годишњи Шевченко. Лева рука је скулптуре је уз срце, што, према ауторима споменика симболизује песникова осећања „за Украјину и њену судбину“.
Поред главног споменика, у оквиру прославе 90. годишњице Луганског националног универзитета 2011. године, председник образовне установе отворио је споменик Тарасу Шевченку, чије име институт носи од 26. априла. 1939. године. Споменик је направљен од белог италијанског мермера и постављен је у главној згради ЛНУ. Аутор скулптуре је украјински вајар Никола Шматко..